# Darwen F.C.
Darwen F.C. – angielski klub piłkarski, mający siedzibę w mieście Darwen, w północno-zachodniej części kraju.

## Historia
Chronologia nazw:
- 1870: Darwen F.C.
- 2009: klub rozwiązano

Klub piłkarski Darwen F.C. został założony w miejscowości Darwen w 1870 roku. Klub pierwotnie grał w rugby, a także w krykieta. W 1875 roku zaakceptował regulamin The Football Association i rozpoczął działalność piłkarską. W październiku 1878 roku na stadionie Barley Bank zespół rozegrał mecz prezentacyjny przeciwko drużynie Blackburn. Podczas meczu zastosowano reflektory stadionowe. Ten mecz jest uważany za jeden z pierwszych, jeśli nie pierwszy przypadek ich wykorzystania w piłce nożnej. Gra była wielkim sukcesem, ale eksperyment oświetleniowy w tamtych czasach nie został powtórzony.
Darwen F.C. był pierwszym klubem z północnej Anglii, który odniósł sukces w Pucharze Anglii, osiągając ćwierćfinał w 1879 roku, a w sezonie 1880/81 dotarł do półfinału. W sezonach 1889/90 i 1890/91 występował w Football Alliance (D2), zajmując dwukrotnie 6.miejsce.
W 1891 roku klub został wybrany do The Football League powiększonej do 14 drużyn. W marcu 1892 roku przegrali 0:12 z West Bromwich Albion F.C. Ta różnica bramek nie występowała już w najwyższej lidze angielskiej (chociaż w 1909 roku Nottingham Forest F.C. pokonał Leicester Foss z takim samym wynikiem). Zespół zajął ostatnie 14.miejsce w swoim debiutowym sezonie w Football League i został zdegradowany, aby w przyszłym roku zostać członkiem założycielem Football League Second Division. W sezonie 1892/93 roku zajął trzecie miejsce i wrócił do pierwszej dywizji, ale po zajęciu przedostatniego 15.miejsca Football League First Division był zmuszony grać w barażach o utrzymanie na najwyższym poziomie. W barażach, zwanymi meczami testowymi przegrał z Small Heath i ponownie został zdegradowany w 1894 roku do drugiej dywizji. Występował w drugiej dywizji do 1899 roku, kiedy to klub nie złożył wniosku o dalsze uczestnictwo. W ostatnim swoim sezonie w Football League (1898/99) zespół poniósł 18 porażek z rzędu, co pozostaje rekordem drugiej ligi do dziś.
W sezonie 1899/00 zespół startował w Lancashire League (D3), zajmując 5.miejsce. Od tego czasu klub występował tylko w ligach regionalnych. W 1909 spadł do Lancashire Combination Division 2 (D4). Po przerwie spowodowanej wybuchem I wojny światowej rozgrywki zostały wznowione w sezonie 1920/21. Został wprowadzony trzeci poziom krajowy, zwany Football League Third Division, a klub startował w regionalnej Lancashire Combination (D4). Od 1939 do 1945 rozgrywki zostały zawieszone z powodu II wojny światowej. W 1958 po organizacji rozgrywek w Football League Fourth Division regionalna Lancashire Combination Division 1 została piątym poziomem angielskiej piramidy piłki nożnej. W 1963 klub spadł do Lancashire Combination Division 2 (D6), a w 1968 wrócił do piątego poziomu zwanego Lancashire Combination. Od 1969 po reorganizacji systemu lig i wprowadzeniu Northern Premier League (D5) kontynuował grę w Lancashire Combination (D6). W 1975 klub opuścił Lancashire Combination i dołączył do Cheshire County League. W 1979 w związku z powstaniem Alliance Premier League (D5) poziom ligi spadł do poziomu VII. W 1982 Cheshire County League połączyła się z Lancashire Combination, tworząc North West Counties League (D7). Do 1984 występował w North West Counties League Division 1, a potem spadł do North West Counties League Division 2 (D8). W 1987 klub wrócił do Division 1, ale tak jak Northern Premier League została podzielona na 2 dywizji (Premier Division i Division One), po poziom North West Counties League Division 1 został obniżony do VIII. W 1998 zespół spadł do North West Counties League Division 2 (D9). W 2004 Football Conference (D5) został podzielony na dwie dywizji: Conference National (D6) oraz Conference North (D7) i Conference South (D7), w związku z czym wszystkie kolejne poziomy zostały obniżone o jeden szczebel w drabince systemu lig. Klub kontynuował grę już na 10 poziomie. W 2008 i 2009 otwarto kilka spraw dotyczących długów klubu, a 14 maja 2009 roku 134-letnia historia dobiegła końca, tak jak klub został rozwiązany.

## Barwy klubowe, strój
| Czerwony |

Klub ma barwy czerwone. Zawodnicy domowe spotkania zazwyczaj grają w czerwonych koszulkach, czerwonych spodenkach oraz czerwonych getrach.

## Sukcesy

### Trofea międzynarodowe
Nie uczestniczył w rozgrywkach europejskich (stan na 31-05-2019).

### Trofea krajowe
| \| \| Zdobyte trofea w rozgrywkach Anglii (stan na: 31-05-2019) \| |                                                           |      |          |
| Rozgrywki                                                          | Osiągnięcie                                               | Razy | Sezon(y) |
| · Mistrzostwo                                                      | I miejsce                                                 | 0    |          |
| · Mistrzostwo                                                      | II miejsce                                                | 0    |          |
| · Mistrzostwo                                                      | III miejsce                                               | 0    |          |
| · Mistrzostwo                                                      | 14.miejsce                                                | 1    | 1891/92  |
| · Puchar                                                           | zdobywca                                                  | 0    |          |
| · Puchar                                                           | finalista                                                 | 0    |          |
| · Puchar                                                           | półfinalista                                              | 1    | 1880/81  |
| · II liga                                                          | I miejsce                                                 | 0    |          |
| · II liga                                                          | II miejsce                                                | 0    |          |
| · II liga                                                          | III miejsce                                               | 1    | 1892/93  |
| Anglia                                                             | Zdobyte trofea w rozgrywkach Anglii (stan na: 31-05-2019) |      |          |

- Lancashire League/Lancashire Combination Division 1 (D3):
  - mistrz (1x): 1901/02
  - wicemistrz (2x): 1902/03, 1905/06

## Poszczególne sezony

### Rozgrywki międzynarodowe

#### Europejskie puchary
Nie uczestniczył w rozgrywkach europejskich.

### Rozgrywki krajowe
| \| Anglia \| Bilans występów klubu w rozgrywkach piłkarskich Anglii (Stan na 31 maja 2019 r.) \| \| |                                                                                              |        |       |   |   |   |    |    |     |                                 |        |        |      |
| Poziom                                                                                              | Rozgrywki                                                                                    | Sezony | Mecze | Z | R | P | B+ | B– | Pkt | Lata                            | Awanse | Spadki | Naj. |
| I                                                                                                   | Football League First Division                                                               | 2      |       |   |   |   |    |    |     | 1891/92, 1893/94                | 0      | 2      | 14   |
| II                                                                                                  | Football Alliance/ Football League Second Division                                           | 8      |       |   |   |   |    |    |     | 1889–1891, 1892/93, 1893–1899   | 2      | 1      | 3    |
| III                                                                                                 | Lancashire League/ Lancashire Combination Division 1                                         | 10     |       |   |   |   |    |    |     | 1899–1909                       | 0      | 1      | 1    |
| IV                                                                                                  | Lancashire Combination Division 2/ Lancashire Combination/ Lancashire Combination Division 1 | 37     |       |   |   |   |    |    |     | 1909–1914, 1920–1939, 1945–1958 | 0      | 1      | 1    |
| V                                                                                                   | Lancashire Combination Division 1/ Lancashire Combination                                    | 7      |       |   |   |   |    |    |     | 1958–1963, 1966/67, 1968/69     | 0      | 1      | 8    |
| | Puchar Anglii                                                                                | 20     |       |   |   |   |    |    |     | 1877–1904                       | 0      | 0      | 1/2  |
| Anglia                                                                                              | Bilans występów klubu w rozgrywkach piłkarskich Anglii (Stan na 31 maja 2019 r.)             |        |       |   |   |   |    |    |     |                                 |        |        |      |

## Struktura klubu

### Stadion
Klub piłkarski rozgrywał swoje mecze domowe na stadionie The Anchor Ground w Darwen, który może pomieścić 4000 widzów.

### Inne sekcje
Klub prowadził drużyny dla dzieci i młodzieży w każdym wieku.

## Kibice i rywalizacja z innymi klubami

### Derby
- Darwen Old Wanderers F.C.
- Blackburn Rovers F.C.
- Bolton Wanderers F.C.
- Bury F.C.
- Manchester United F.C.
- Manchester City F.C.